# Big-Mac-Index

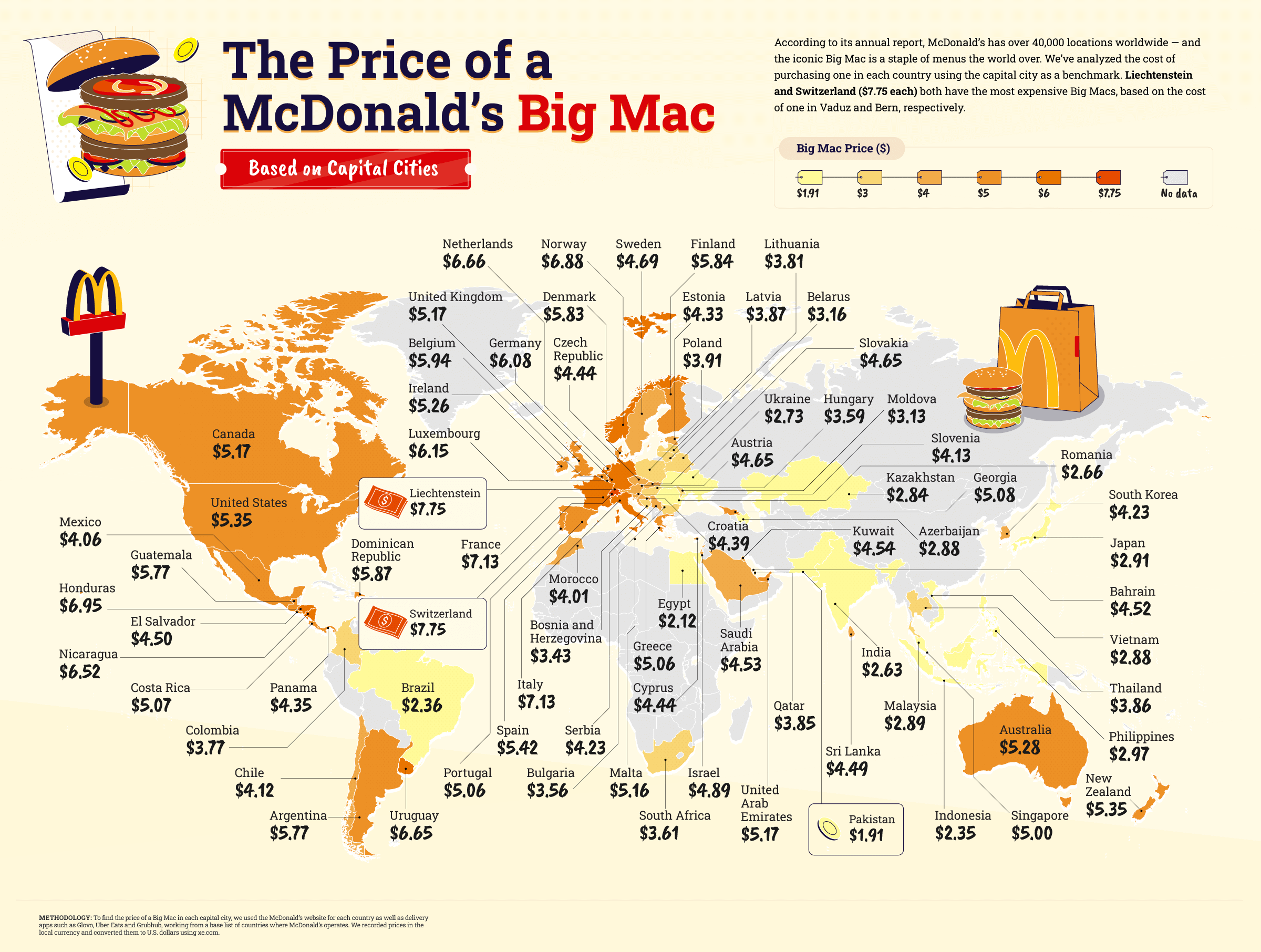
Big-Mac-Index im November 2022

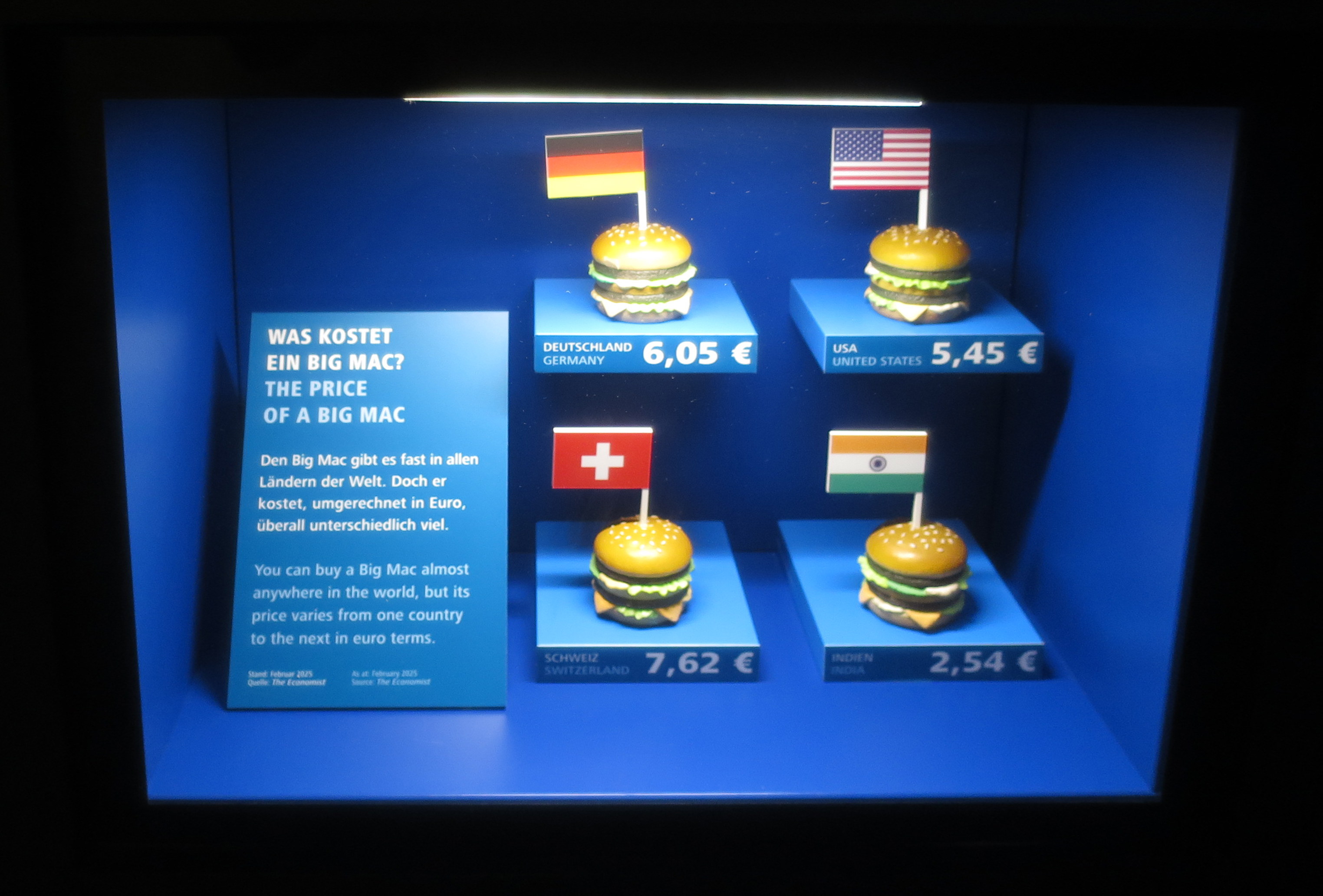
Installation zum Big-Mac-Index im Geldmuseum der Deutschen Bundesbank

Der Big-Mac-Index ist ein Indikator, der die Kaufkraft verschiedener Währungen anhand der Preise für einen Big Mac in verschiedenen Ländern vergleicht. Er wurde 1986 von der britischen Wochenzeitung The Economist erfunden, um einen leicht verständlichen Vergleich auf Basis von Kaufkraftparitäten zu ermöglichen und Über- und Unterbewertungen einzelner Währungen zu zeigen. Seitdem wird er regelmäßig erhoben und auch in wissenschaftlichen Studien und Lehrbüchern zitiert.
Dazu werden die Preise eines Big Mac, einer Cheeseburger-Variante von McDonald’s, in den Währungen verschiedener Länder erhoben. Durch die Umrechnung zum aktuellen US-Dollar-Kurs wird die jeweilige Kaufkraft vereinfachend miteinander verglichen.
Der Big Mac wird hier als einfacher Indikator herangezogen, weil es ihn in vielen Ländern  in standardisierter Größe, Zusammensetzung und Qualität gibt. Hinter dem Währungsvergleich steht die Annahme, dass sich die Preise für ein identisches Gut auf lange Sicht in allen Ländern angleichen.

## Geschichte und Grundlagen
Entwickelt wurde der Index 1986 von der Volkswirtin Pamela Woodall, die damals als Korrespondentin für den Economist tätig war. 1993 wurde sie dort Wirtschaftsredakteurin und übernahm 2006 den Bereich Wirtschaft Asiens.
Die Grundlage für den Kaufkraftvergleich der Währungen untereinander bietet eine der ältesten Betrachtungen der internationalen Makroökonomie: die Kaufkraftparität (KKP, englisch Purchasing power parity, PPP), die von David Ricardo und anderen britischen Ökonomen des 19. Jahrhunderts entwickelt wurde.

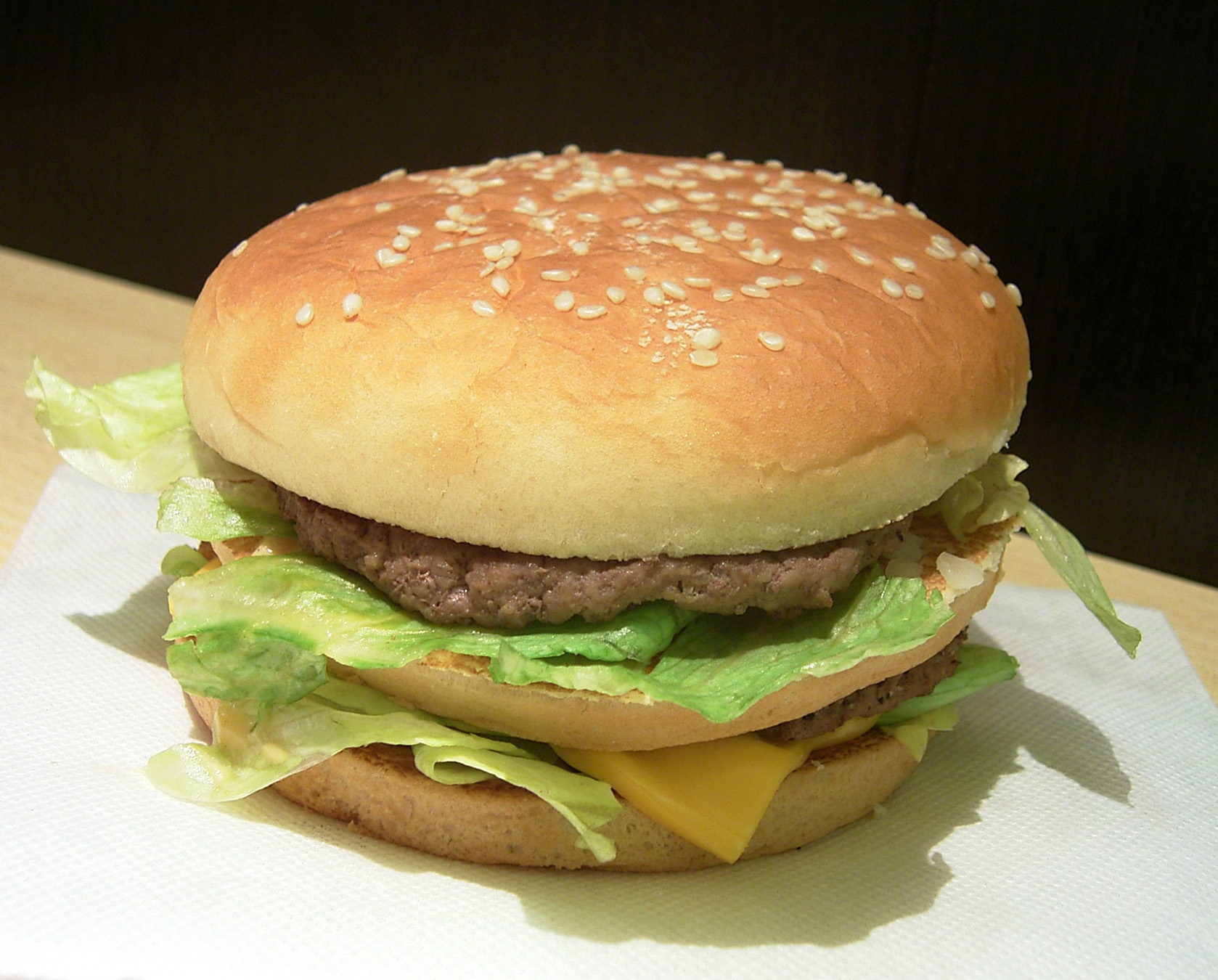
Ein Big Mac

### Gesetz der Preiseinheitlichkeit und Kaufkraftparität
Die Grundlage für die Kaufkraftparitätentheorie bietet das Gesetz der Preiseinheitlichkeit. Es besagt, dass ein homogenes Gut in zwei Ländern keine Preisunterschiede aufweist, solange ein vollkommener Markt vorliegt. Dies setzt unter anderem voraus, dass zwischen den Ländern völliger Freihandel besteht und es keine Transaktionskosten (zum Beispiel in Form von Transport- und Versicherungskosten) gibt.
Bei einem homogenen Gut, welches im Land 1 und im Land 2 nach Umrechnung mithilfe des jeweiligen Wechselkurses in einer einheitlichen Währung Preisdifferenzen aufweist, führt das Ausnutzen der Preisdifferenzen zwischen den Ländern (Arbitrage) zur Realisierung des Gesetzes der Preiseinheitlichkeit für homogene Güter. Das heißt, dass die Güter in einem Land preisgünstiger eingekauft werden und in einem anderen Land gewinnmaximierend verkauft werden. Diese Arbitrage hat zur Folge, dass die Güter so lange in das Importland gewinnmaximierend verkauft werden, bis der Preis für diese Güter auf das tatsächliche Preisniveau des Exportlandes sinkt.
Übertragen auf einen Mehr-Güter-Fall spricht man von Kaufkraftparität, wenn die Kaufkraft zweier Währungen, gemessen anhand eines Index von verschiedenen Güterpreisen, gleich ist.

### Kaufkraftparitätischer Wechselkurs
Der kaufkraftparitätische Wechselkurs ist derjenige (hypothetische) Wechselkurs, zu dem die realen Preise der Güter in den zwei betrachteten Währungsräumen einem einheitlichen Preisniveau entsprechen. Demzufolge sollte sich der tatsächliche Wechselkurs dem KKP-Kurs langfristig angleichen.
Als Formel ausgedrückt bedeutet das:
{\displaystyle P={\frac {P^{*}}{W}}},
wobei
- {\displaystyle P} der Preis eines gegebenen Warenkorbes im Inland und
- {\displaystyle P^{*}} der Preis des entsprechenden Warenkorbes im Ausland ist und
- {\displaystyle W} der nominale Wechselkurs zwischen den zwei Ländern, ausgedrückt in {\displaystyle {\frac {\text{Preis der inlaendischen Waehrung}}{\text{Einheiten der auslaendischen Waehrung}}}}, ist.

Beispiel: Wenn ein Liter Coca-Cola in Europa durchschnittlich 2,50 Euro kostet und in den USA durchschnittlich 1,60 Dollar, so wäre die KKP für dieses homogene Gut zwischen Europa und den USA {\displaystyle {\tfrac {2{,}50}{1{,}60}}=1{,}5626}. In Europa müssen 1,56 Euro bezahlt werden für jeden Dollar, der in den USA für einen Liter Coca-Cola ausgegeben wird, um die gleiche Quantität und Qualität dieses Getränks zu erhalten.

## Definition und Wesen des Big-Mac-Index
Im Fall des Big-Mac-Index besteht der Warenkorb nur aus einem einzigen Gut, das in über 140 Ländern erhältlich ist: dem Big Mac der Restaurantkette McDonald’s. Seit über 50 Jahren besteht der Hamburger aufgrund strenger Auflagen durch Franchiseverträge international fast überall aus den gleichen Zutaten: Sesambrötchen, Rinderhackfleisch, Schmelzkäse, Salat, Gewürzgurken, Zwiebeln und Sauce. Aus kulturellen Gründen werden in manchen Ländern andere Zutaten verwendet. In Indien z. B. stimmt der „Maharaja Mac“ zwar in der Form mit dem Big Mac überein, besteht aber unter anderem aus Sesambrötchen, gegrilltem Hühnerfleisch, Salat, Schmelzkäse und Janchi-Soße.
In der Studie des Economist werden die Preise für einen Big Mac in unterschiedlichen Ländern in der inländischen Währung erhoben und werden durch Umrechnung zum aktuellen Wechselkurs in US-Dollar vergleichbar gemacht.
Der Big Mac könne zudem durch die Strategien von McDonald’s, Zutaten aus der Umgebung zu verwenden und namhafte Markenhersteller als Lieferanten zu gewinnen, die Inlandskaufkraft einer Volkswirtschaft wiedergeben.

## Internationaler Vergleich
(zu Deutschland und Österreich siehe „Eurozone“)
| Land                         | Big-Mac-Preis in US-Dollar |           | Big-Mac-Preis in inländischer Währung* | Wechselkurs (Stand 1. Juli 2018) | Über-/Unterbewertung in Prozent |
| ---------------------------- | -------------------------- | --------- | -------------------------------------- | -------------------------------- | ------------------------------- |
| Vereinigte Staaten           | 5,51                       | 5,51      | US-Dollar                              | 1,00                             | 0,0                             |
| Vereinigte Arabische Emirate | 3,81                       | 14,00     | Dirham                                 | 3,67                             | −30,8                           |
| Argentinien                  | 2,71                       | 75,00     | Peso                                   | 27,73                            | −50,9                           |
| Australien                   | 4,52                       | 6,05      | Dollar                                 | 1,34                             | −18,1                           |
| Aserbaidschan                | 2,32                       | 3,95      | Manat                                  | 1,70                             | −57,9                           |
| Bahrain                      | 3,16                       | 1,20      | Dinar                                  | 0,38                             | −42,6                           |
| Brasilien                    | 4,40                       | 16,90     | Real                                   | 3,84                             | −20,1                           |
| Kanada                       | 5,07                       | 6,65      | Dollar                                 | 1,31                             | − 8,0                           |
| Schweiz                      | 6,54                       | 6,50      | Franken                                | 0,99                             | 18,8                            |
| Chile                        | 4,05                       | 2.640,00  | Peso                                   | 651,73                           | −26,5                           |
| Volksrepublik China          | 3,10                       | 20,50     | Renminbi Yuan                          | 6,62                             | −43,8                           |
| Kolumbien                    | 4,14                       | 11.900,00 | Peso                                   | 2.874,07                         | −24,9                           |
| Costa Rica                   | 4,03                       | 2.290,00  | Colón                                  | 567,80                           | −26,8                           |
| Tschechien                   | 3,40                       | 75,00     | Krone                                  | 22,06                            | −38,3                           |
| Dänemark                     | 4,72                       | 30,00     | Krone                                  | 6,36                             | −14,4                           |
| Ägypten                      | 1,75                       | 31,37     | Pfund                                  | 17,91                            | −68,2                           |
| € Eurozone                   | 4,74                       | 4,04      | Euro                                   | 0,85                             | −14,1                           |
| Vereinigtes Königreich       | 4,23                       | 3,19      | Pfund                                  | 0,75                             | −23,2                           |
| Guatemala                    | 3,34                       | 25,00     | Quetzal                                | 7,49                             | −39,4                           |
| Hongkong                     | 2,55                       | 20,00     | Dollar                                 | 7,85                             | −53,8                           |
| Honduras                     | 3,54                       | 85,00     | Lempira                                | 23,99                            | −35,7                           |
| Kroatien                     | 3,33                       | 21,00     | Kuna                                   | 6,31                             | −39,6                           |
| Ungarn                       | 3,07                       | 850,00    | Forint                                 | 276,43                           | −44,2                           |
| Indonesien                   | 2,19                       | 31.500,00 | Rupiah                                 | 14.360,00                        | −60,2                           |
| Indien                       | 2,51                       | 173,00    | Rupie                                  | 68,83                            | −54,4                           |
| Israel                       | 4,68                       | 17,00     | Schekel                                | 3,63                             | −15,1                           |
| Jordanien                    | 2,75                       | 1,95      | Dinar                                  | 0,71                             | −50,2                           |
| Japan                        | 3,51                       | 390,00    | Yen                                    | 111,25                           | −36,4                           |
| Südkorea                     | 4,03                       | 4.500,00  | Won                                    | 1.116,00                         | −26,8                           |
| Kuwait                       | 3,47                       | 1,05      | Dinar                                  | 0,30                             | −37,0                           |
| Libanon                      | 4,30                       | 6.500,00  | Pfund                                  | 1.511,00                         | −21,9                           |
| Sri Lanka                    | 3,64                       | 580,00    | Rupie                                  | 159,27                           | −33,9                           |
| Moldau                       | 2,58                       | 43,00     | Leu                                    | 16,65                            | −53,1                           |
| Mexiko                       | 2,57                       | 49,00     | Peso                                   | 19,05                            | −53,3                           |
| Malaysia                     | 2,10                       | 8,45      | Ringgit                                | 4,02                             | −61,9                           |
| Nicaragua                    | 3,26                       | 103,00    | Córdoba Oro                            | 31,59                            | −40,8                           |
| Norwegen                     | 5,22                       | 42,00     | Krone                                  | 8,04                             | − 5,2                           |
| Neuseeland                   | 4,23                       | 6,20      | Dollar                                 | 1,46                             | −23,2                           |
| Oman                         | 2,73                       | 1,05      | Rial                                   | 0,38                             | −50,5                           |
| Pakistan                     | 3,09                       | 375,00    | Rupie                                  | 121,49                           | −44,0                           |
| Peru                         | 3,21                       | 10,50     | Nuevo Sol                              | 3,27                             | −41,8                           |
| Philippinen                  | 2,62                       | 140,00    | Peso                                   | 53,49                            | −52,5                           |
| Polen                        | 2,74                       | 10,10     | Złoty                                  | 3,69                             | −50,3                           |
| Katar                        | 3,30                       | 12,00     | Riyal                                  | 3,64                             | −40,2                           |
| Rumänien                     | 2,32                       | 9,20      | Leu                                    | 3,97                             | −58,0                           |
| Russland                     | 2,09                       | 130,00    | Rubel                                  | 62,14                            | −62,0                           |
| Saudi-Arabien                | 3,20                       | 12,00     | Riyal                                  | 3,75                             | −41,9                           |
| Singapur                     | 4,28                       | 5,80      | Dollar                                 | 1,36                             | −22,4                           |
| Schweden                     | 5,83                       | 51,00     | Krone                                  | 8,75                             | 5,8                             |
| Thailand                     | 3,59                       | 119,00    | Baht                                   | 33,17                            | −34,9                           |
| Türkei                       | 2,28                       | 10,75     | Lira                                   | 4,71                             | −58,6                           |
| Taiwan                       | 2,27                       | 69,00     | Dollar                                 | 30,37                            | −58,8                           |
| Ukraine                      | 1,91                       | 50,00     | Hrywnja                                | 26,20                            | −65,4                           |
| Uruguay                      | 4,47                       | 140,00    | Peso                                   | 31,31                            | −18,8                           |
| Vietnam                      | 2,82                       | 65.000,00 | Đồng                                   | 23.039,50                        | −48,8                           |
| Südafrika                    | 2,32                       | 31,00     | Rand                                   | 13,36                            | −57,9                           |

* alle Währungen sind im Singular angegeben.

## Über-/Unterbewertung einer Währung
Mithilfe der Big-Mac-Preise stellt der Economist die Über- und Unterbewertung einzelner Währungen dar und möchte somit die These des herrschenden Gleichgewichts auf dem internationalen Währungsmarkt widerlegen. Eine Über- bzw. Unterbewertung liegt vor, wenn einheimische Güter aufgrund des aktuellen Wechselkurses teurer bzw. günstiger als äquivalente Güter im Ausland sind.
Der Prozentsatz ({\displaystyle x}) der Über-/Unterbewertung ist demzufolge
{\displaystyle x={\frac {{\text{KKP-Kurs}}-{\text{WK}}}{\text{WK}}}\cdot 100\,\%}
mit
- {\displaystyle WK} als nominalem Wechselkurs der inländischen Währung in US-Dollar.

Wenn der Preis eines Big Mac als alleinige Berechnungsgröße eines „fairen“ Wechselkurses herangezogen wird, dann ist der gegenwärtige Preis der schwedischen Krone gegenüber dem US-Dollar auf dem Devisenmarkt mit einer leichten Überbewertung von 5,8 % nahezu „fair“ bewertet. Eine stark überbewertete Währung ist dagegen der Schweizer Franken. Gemäß dem Big-Mac-Index von Januar 2016 sind insbesondere der venezolanische Bolivar und der russische Rubel günstig. In Venezuela ist die Währung laut Index um rund 86,5 % und in Russland um rund 69 % gegenüber dem US-Dollar unterbewertet.

## Varianten

### KFC-Index

Karte der Länder mit mindestens einem McDonald’s-Restaurant, die das Nichtvorhandensein dieser Restaurants in Afrika zeigt (2022)

Auf dem afrikanischen Kontinent ist McDonald’s nur in Marokko, Ägypten und Südafrika tätig. Für diese Länder wurde der KFC-Index erstellt. Dieser verwendet den 15-Teile-Eimer von KFC.

### Gold-Mac-Index
Analog zu den unterschiedlichen Währungen gibt es auch den GMI, den Gold-Mac-Index. In ihm wird dargestellt, wie viele Big Mac für ein Gramm Gold mehr gekauft werden können als für eine korrespondierende Währung. Allerdings ist dieser Wert relativ und gibt keinen wirklichen Wert von Gold an. Man kann mit Gold nicht, ungleich einer Währung, direkt einen Burger kaufen. So muss dieser Index über den Goldpreis im Verhältnis zu einer Währung berechnet werden.

## Kritische Betrachtung
Der Big-Mac-Index ist nur ein sehr grober Indikator, um Kaufkraftparitäten abzuschätzen.
Die Wechselkurse werden in der kurzen Frist nicht nur aus Preisentwicklungen und Güterströmen festgelegt, sondern auch durch Devisenspekulationen und Zinsdifferenzen zwischen den Währungsräumen, Konjunkturentwicklungen und politischen Faktoren bestimmt. So ist eine eindeutige Darstellung der Kaufkraft durch Umrechnung der Burgerpreise mit dem aktuellen Wechselkurs in der kurzen Frist nicht möglich.
Auch wenn der Index für eine langfristige Betrachtung herangezogen werden soll, ist seine Aussagekraft begrenzt. Die Big-Mac-Preise gelten zwar als einfache Messgröße zum Vergleich des landesüblichen Preisniveaus. Es gibt aber eine Reihe von Einflussfaktoren auf den Preis, die nicht auf die lokale Kaufkraft zurückzuführen sind. So wird der Preis auch durch die regional unterschiedlichen Kosten der Hamburger-Produktion und die jeweilige Marktlage bestimmt:
- ortsübliche Beschaffungskosten (Transport)
- Lohnkosten
- Handelshemmnisse
- Miet- und Energiekosten
- Wohlstandsniveau in einem Land
- inländische Nachfrage
- Wettbewerbsintensität unter Schnellrestaurants in einem Land

Den Preis beeinflusst zudem die Lage des Restaurants (Flughafen, Autobahn, Innenstadt). Die Wertschätzung des Big Mac ist darüber hinaus in den einzelnen Ländern unterschiedlich. Außerdem ist es oftmals billiger, nationale Speisen zu kaufen. Aufgrund dieser Faktoren ist ein Local Pricing (das heißt der Absatz des Big Mac in unterschiedlichen Regionen zu unterschiedlichen Preisen) für das Unternehmen eine rationale Maßnahme im Rahmen seiner Gewinnmaximierung.
Ein weiterer entscheidender Faktor, weshalb sich kein Weltmarktpreis für Big Macs herausbildet, liegt in der fehlenden Handelbarkeit des Burgers. Schon allein sie verhindert Arbitragehandel. Angelehnt an den Big-Mac-Index stellte der Council on Foreign Relations 2013 den Mini-Mac-Index vor. Dieser nutzt als Bezugsgröße das iPad Mini von Apple, bei dem es sich tatsächlich um ein weltweit handelbares Produkt handle. Ein Vergleich der beiden Indizes zeigt tatsächlich erhebliche Abweichungen. So war laut Big-Mac-Index der japanische Yen im Januar 2017 um rund 30 Prozent unterbewertet, laut Mini-Mac-Index war er dagegen um etwa ein Prozent überbewertet. Generell zeigt der Big-Mac-Index deutlich größere Unter- beziehungsweise Überbewertungen als der Mini-Mac-Index auf.
Der Big Mac wird außerdem in einigen Ländern auch aus religiösen Gründen nicht angeboten, sodass an dessen Stelle ein ähnliches Produkt als Vergleichsmaßstab verwendet wird (Bsp. Indien). Weil die durch andere Faktoren beeinflussten Burgerpreise dem Big-Mac-Index zugrunde liegen, kann mit dem Index die Kaufkraft von historischen Währungen offensichtlich nicht objektiv gemessen werden.
In der breiten Öffentlichkeit wurde die Theorie wegen ihrer Anschaulichkeit rasch populär und auch weiter geführt, etwa als Billy Index in Anlehnung an das bekannte Regal des schwedischen Möbelhauses IKEA.